# Эстер (тауншип, Миннесота)
Эстер (англ. Esther) — тауншип в округе Полк, Миннесота, США. На 2000 год его население составило 158 человек.

## География
По данным Бюро переписи населения США площадь тауншипа составляет 50,2 км², из которых 49,6 км² занимает суша, а 0,6 км² — вода (1,24 %).

## Демография
По данным переписи населения 2000 года здесь находились 158 человек, 59 домохозяйств и 45 семей. Плотность населения —  3,2 чел./км². На территории тауншипа расположено 63 постройки со средней плотностью 1,3 построек на один квадратный километр. Расовый состав населения: 99,37 % белых и 0,63 % афроамериканцев.
Из 59 домохозяйств в 27,1 % воспитывались дети до 18 лет, в 69,5 % проживали супружеские пары, в 1,7 % проживали незамужние женщины и в 23,7 % домохозяйств проживали несемейные люди. 20,3 % домохозяйств состояли из одного человека, при том 5,1 % из — одиноких пожилых людей старше 65 лет. Средний размер домохозяйства — 2,68, а семьи — 3,07 человека.
21,5 % населения младше 18 лет, 7,6 % в возрасте от 18 до 24 лет, 25,3 % от 25 до 44, 29,1 % от 45 до 64 и 16,5 % старше 65 лет. Средний возраст — 40 лет. На каждые 100 женщин приходилось 125,7 мужчин. На каждые 100 женщин старше 18 приходилось 138,5 мужчин.
Средний годовой доход домохозяйства составлял 46 563 доллара, а средний годовой доход семьи —  55 625 долларов. Средний доход мужчин —  25 938  долларов, в то время как у женщин — 15 625. Доход на душу населения составил 20 997 долларов. За чертой бедности находились 7,0 % семей и 8,6 % всего населения тауншипа, из которых 13,3 % младше 18 лет.